# Fígado gorduroso
Fígado gorduroso ou fígado gordo, também conhecido como esteatose hepática ou doença hepática gordurosa, é uma condição reversível  na qual grandes quantidades de triglicéridos (um tipo comum de gordura) se acumulam anormalmente nas células do fígado (hepatócitos), formando grandes vesículas (vacúolos). Esse processo de acumulação de gordura nas células é denominado esteatose e pode evoluir para quadros graves de cirrose e insuficiência hepática. A prevalência da esteatose hepática na população varia entre 10 e 33%, a depender do país, aumentando para 75% em obesos e para  90% em alcoolistas (pessoas que consomem dois ou mais copos de bebida alcoólica por dia).
O fígado é um órgão de primordial importância, sendo a principal unidade de fabricação de proteínas sanguíneas, metabolismo de toxinas ou de medicamentos (corticoides, estrógeno, amiodarona, antirretrovirais, diltiazem e tamoxifeno) e de  produção de linfa, sendo também um dos responsáveis pela transformação das proteínas, dos açúcares e das gorduras que ingerimos.

## Classificação
Apesar de ter diversas causas, frequentemente está associado ao alcoolismo, distúrbios metabólicos e a obesidade (com ou sem efeitos da resistência à insulina). Como cerca de 90% dos alcoolistas desenvolvem esse transtorno, e respondem por um grande número de casos, costuma-se dividir os casos de fígado gorduroso como 
- esteatose hepática associada ao álcool
- esteatose hepática não associada ao álcool

Dentre os obesos, 75% desenvolvem a esteatose hepática não associada ao álcool.

## Causas
Várias causas podem estar na origem desta doença. As mais frequentes são:
- Ingestão excessiva de bebidas alcoólicas;
- Desnutrição;
- Diabetes mellitus mal controlada;
- Hepatites virais;
- Doenças metabólicas como diabetes  tipo II, doença de Gaucher e doença de Niemann-Pick;
- Hepatotoxinas como certos cogumelos alucinógenos.[4]
- Presença de Klebsiella pneumoniae no intestino.[5]

A liberação de hormonas, proteínas e ácidos graxos no sangue pelas células de gordura (lipócitos) afeta células de todo o corpo. O excesso de insulina por muitos anos faz com que as células do fígado (hepatócitos) e muitas outras células no corpo, tornam-se resistentes (insensíveis) à insulina, e os seus processos metabólicos, incluindo o seu manuseamento de gordura, fique alterado. As células do fígado aumentam a sua absorção de ácidos graxos do sangue e os armazenam cada vez mais. Ao mesmo tempo, a capacidade do fígado para eliminar ou exportar a gordura acumulada é reduzida. Além disso, o fígado em si continua a produzir e a receber gordura. Assim, enquanto a dieta for rica em gordura e triglicéridos o acúmulo é cada vez maior.

### Fatores de risco
Os fatores de risco incluem:
- Excesso de triglicerídeos;
- Excesso de colesterol LDL;
- Terceiro trimestre da gravidez;
- Grande perda de peso brusca;
- Má nutrição;

## Sinais e sintomas
Essa doença demora a apresentar sintomas que podem passar despercebido até que surjam complicações. Nos primeiros anos, dentre os sintomas possíveis estão:
- Desconforto abdominal;
- Cansaço e fraqueza;
- Pequeno aumento do tamanho do fígado;
- Perda de apetite;

### Complicações
Quando ocorrem inflamações e morte de hepatócitos, com formação de fibrose no fígado (cirrose), os sintomas se tornam mais visíveis e os danos menos reversíveis. Sinais de insuficiência hepática incluem:
- Retenção de líquidos;
- Perda de massa muscular;
- Hemorragia interna;
- Icterícia (amarelamento da pele e olhos);
- Fadiga e astenia (exaustão física);
- Confusão mental;
- Hepatomegalia (fígado inchado).

Conforme os anos passam, caso o paciente não siga o tratamento, as células do fígado param de limpar as toxinas e medicamentos no sangue, ocorre um acúmulo de amônia que lesiona o cérebro e desequilibra a proporção ácido-base do sangue. Sem proteínas sanguíneas os rins não conseguem filtrar eficientemente aumentando ainda mais o número de toxinas no sangue. Sem fatores de coagulação que são produzidos pelo fígado, o paciente se torna vulnerável a hemorragias internas e externas fatais.

## Diagnóstico
O primeiro passo para o diagnóstico é a realização de uma história clínica, com o objectivo de identificar alguma(s) causa(s) possível(is) para esta situação. A observação física também é importante pois permite identificar, através da palpação abdominal, a existência de um fígado aumentado de tamanho (hepatomegalia), com uma superfície lisa e indolor.
As análises de sangue que traduzem o funcionamento do fígado revelam apenas ligeiras alterações inespecíficas. O diagnóstico será feito com exames que permitam visualizar o fígado, como a ecografia ou a tomografia computorizada, que evidenciam um excesso de gordura no fígado. O diagnóstico confirmatório é feito com a realização de uma biopsia hepática (do fígado), sendo positivo caso mais de 10% da sua massa seja gordura, porém esta confirmação não é, geralmente, necessária.

## Tratamento
Esta doença não tem um tratamento específico, sendo o foco em tratar sua causa. Assim, devem-se adotar medidas que conduzam à regressão e ao desaparecimento da esteatose ou que evitem a progressão para situações mais graves de inflamação, fibrose e cirrose hepática.
Se a causa é a ingestão excessiva de bebidas alcoólicas, então há que suspender essa ingestão o mais rapidamente possível, recomendando o acompanhamento psicológico e psiquiátrico para lidar com a abstinência alcoólica.
Se esta doença estiver a ser provocada por um determinado medicamento, há que substitui-lo por outro de efeito equivalente, nunca esquecendo que essa substituição deve ser realizada pelo seu médico.
Recomenda-se que pacientes obesos reduzam o consumo de gordura saturada, colesterol LDL e triglicerídeos, como o encontrado em grandes quantidades em massas, carnes gordurosas, doces e salgados. Menos pequenas perdas de peso já melhoram bastante os sintomas. A perda de 9% do peso corporal em menos de 6 meses já resolve a esteatose. Recomenda-se também o consumo de vitamina D, vitamina E e ômega 3 quando o nível de algum desses é deficiente.
Dentre as opções medicamentosas estão os sensibilizadores a insulina, como a metformina e a pioglitazona, antioxidantes e medicamentos  como estatinas e ezetimiba, usados para reduzir o colesterol ruim.